# Голямо Каменяне
Голямо Каменяне е село в Южна България. То се намира в община Крумовград, област Кърджали.

## География
Село Голямо Каменяне се намира в планински район. Има находище на хромова руда.

## Население
Численост и дял на етническите групи според преброяването на населението през 2011 г.:
|                     | Численост | Дял (в %) |
| Общо                | 190       | 100,00    |
| Българи             | 4         | 2,10      |
| Турци               | 161       | 84,73     |
| Цигани              | 0         | 0,00      |
| Други               | 0         | 0,00      |
| Не се самоопределят | 0         | 0,00      |
| Неотговорили        | 24        | 12,63     |